# Мамонтове
Мамонтове (рос. Мамонтовое) — село у Каргатському районі Новосибірської області Російської Федерації.
Входить до складу муніципального утворення Алабугінська сільрада. Населення становить 275 осіб (2010).

## Історія
Згідно із законом від 2 червня 2004 року органом місцевого самоврядування є Алабугінська сільрада.

## Населення
| 2002 | 2007 | 2010 |
| ---- | ---- | ---- |
| 339  | ↘318 | ↘275 |